# Книга пророка Михея

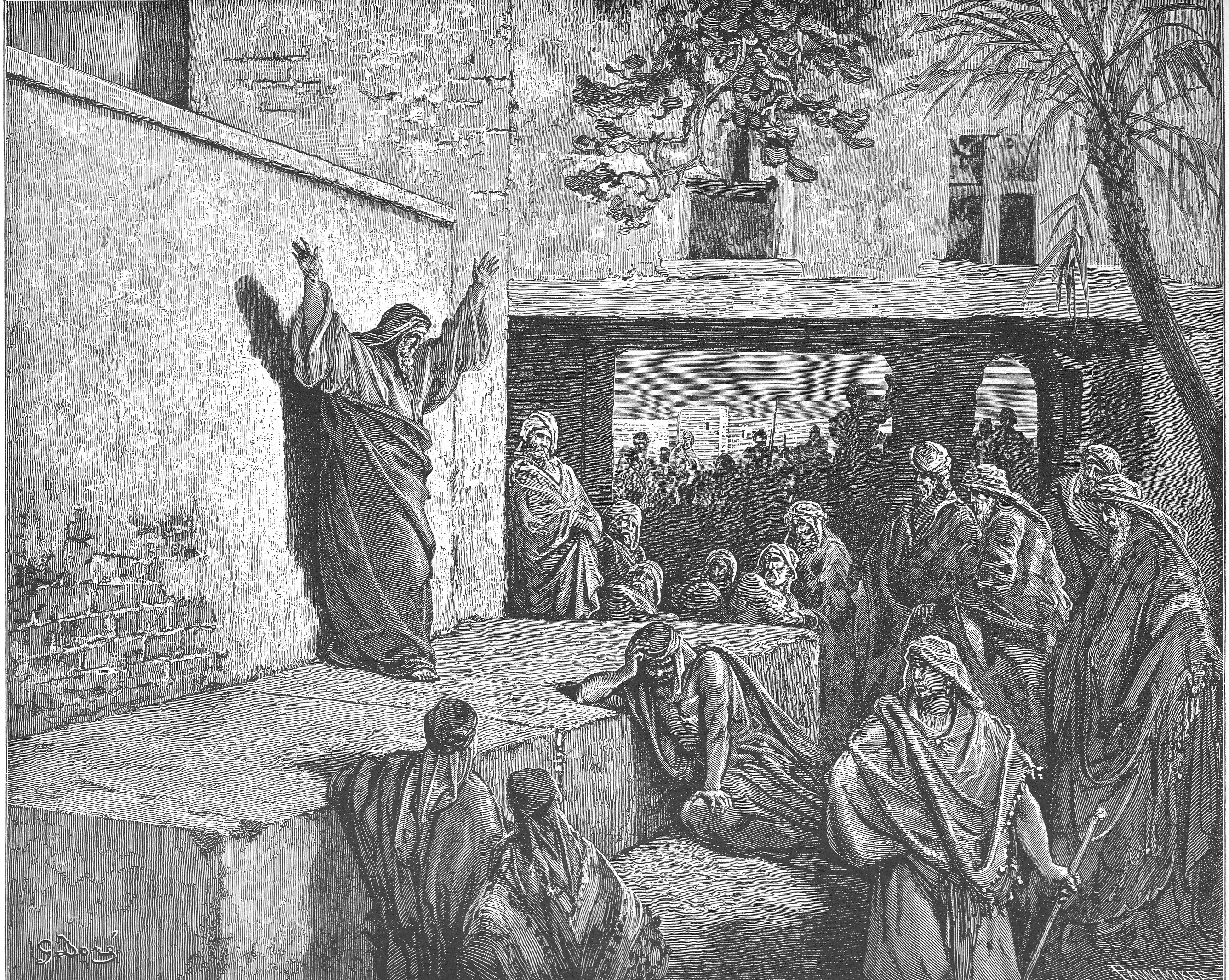
Прорк Міхей. Гравюра Гюстава Доре.

Книга пророка Михея (Книга пророка Міхея) — книга, що входить до книг малих пророків Старого завіту та до Танаху. Збірка пророцтв пророка Міхея.

## Автор і часи написання
Невдовзі після виступу Амоса і Осії, за часів юдейських царів Ахава і Єзекії, тобто в період коли північне царство Ізраїль, під ударами Асирії, перестало існувати (722 р. до н. е.), а південне перебувало під загрозою, свою пророчу місію сповнює пророк Міхей з Мошерет (Міхая, івр. מִיכַיְהוּ, מִיכָה, Міха́йху, Міха́ — хто є як Ягве). Як і Амос він походив з сільського середовща, подібно до нього виступав проти великих міст, з яких поширювалося зіпсуття по країні, проти утиску вбогих. На противагу до Амоса, він ніколи мабуть не залишав рідних сторін, аби пророкувати на великих міських зборах. Був сучасником Ісаї.

## Зміст Книги
Книга пророка Міхея є збіркою пророцтв і не містить жодного наративного фрагменту. Вона починається з суворої промови зверненої проти Ізраїля і Юдеї, укладеної у формі судового виступу в присутності Господа-Ягве, як Найвищого Судді. Далі описується нищівний марш ворога (найімовірніше мова йде про асирійські війська під проводом Саргона — 711 р. до н. е.) аж під брами Єрусалиму. Наступні два розділи (2 і 3) показують і засуджують гріхи народу. Насамперед згадується пожадливість багатіїв, які припускаються здирств стосовно бідніших громадян, нечесність правителів, які легковажать правами мешканців, корисливість пророків, пророцтва яких залежать від отриманих подарунків. Суворі, хльосткі вислови, закінчуються пророцтвом спрямованим проти Сіона.

Якщо перша частина Книги (розд. 1-2) складається майже виключно з погрозливих пророцтв, то друга (розд. 4-5) вміщає ряд обітниць, предметом яких є месіянські часи. Пророк змальовує кінцеві часи, коли Сіон стане духовною серцевиною людства. Однак перш ніж вони настануть, всі вигнані, у тому числі і з північного царства, повернуться до своєї давньої вітчизни. Новий Давид народиться у Вифлеємі, щоб керувати народами (Мих. 5:1-5).

У третій частині (розд. 6-7) знову з'являються погрози проти Юдеї. Ще раз використано схему судового засідання. Пророк уболіває за тим, що нема в народі справедливості й любові до ближнього. Він показує підступність і легковажність правителів, та викладає вимоги Бога до народу: «Було тобі виявлено, о людино, що добре, і чого пожадає від тебе Господь, нічого, а тільки чинити правосуддя, і милосердя любити, і з твоїм Богом ходити сумирно.(Мих. 6:8)». Проте пророк не втрачає спокою. Він всю надію покладає на Бога. Книга закінчується обітницею прекрасного майбутнього Сіону. Бог підійме народ і відімстить за нього ворогам.